# Desant
Desant je oblika vojaške operacije, pri kateri se prepeljejo vojaki na ozemlje, ki ga zaseda sovražnik ali za sovražnikovo bojno linijo (v zaledje).
Danes je najbolj pogost helikopterski in padalski desant (zračni desant); toda v drugi svetovni vojni so uporabili tudi jadralna letala. Prav tako so Sovjeti med drugo svetovno vojno razvili t. i. tankovski desant.
Pomorskemu desantu se pravilneje reče izkrcanje.

## Seznam desantov
- seznam desantov druge svetovne vojne
- seznam desantov hladne vojne
- seznam sodobnih desantov